# قلب ميت (مسلسل)
قلب ميت هو مسلسل اجتماعي مصري من 33 حلقة، ومن إخراج مجدي أبو عميرة وبطولة شريف منير وغادة عادل، وجمال إسماعيل، تم عرض المسلسل في رمضان 2008 ، وتصل مدة الحلقة إلى 45 دقيقة.
الشخصيات
- شريف منير في دور رضا
- غادة عادل في دور  بسمة
- محمد الشقنقيري في دور سلامة
- هيثم محمد في دور  كريم
- أحمد هارون في دور  حازم
- نسرين إمام في دور  حنان
- سميرة عبد العزيز في درو  ام رضا
- جمال إسماعيل في دور  أبو شامة
- عادل السماسيرى
- سيد عبد الكريم في دور  الرجل الصياد
- سعيد طرابيك في دور  أبو حنان
- سلوي عثمان في دور  خالت بسمة
- سامي مغاوري في دور  زوج خالت بسمة
- فايق عزب في دور  عوض
- خيرية أحمد في دور  ام حنان
- زيزي البدراوي في دور  ام حازم
- يوسف فوزي في دور  رمزي شهاب

فريق العمل
- إخراج: مجدي أبو عميرة
- إنتاج: شركة سينرجي ميديا لاين - قناة الحياة
- قصة وسيناريو وحوار: أحمد عبد الفتاح
- مونتاج إلكتروني : أمين عبد الرازق
- مونتاج فيديو: عثمان أبو جبل
- مدير التصوير: محمد زغلول، محمد الهلباوي
- مدير الإنتاج: محمد خميس
- مدير الإضاءة: محمد عسر
- مخرج مساعد: عبد الحميد أبو المجد، طارق الشال
- تصميم التتر: محمد السلاموني
- تصميم الأزياء: نبيلة ناجح
- موسيقي تصويرية: محمود طلعت
- مهندس الديكور: بدر تيسير
- كلمات التتر: أيمن بهجت قمر
- توزيع: شركة سينرجي ميديا لاين